# District de Shibata
Le district de Shibata (柴田郡, Shibata-gun) est un district de la préfecture de Miyagi au Japon.
Au 1er décembre 2013, sa population était estimée à 84 030 habitants pour une superficie de 428,2 km2.

## Communes du district
- Kawasaki
- Murata
- Ōgawara
- Shibata